# Boltzmann-Gleichung
Die Boltzmann-Gleichung oder auch Boltzmannsche Transportgleichung (nach dem Physiker Ludwig Boltzmann) ist die grundlegende Integro-Differentialgleichung im sechsdimensionalen Phasenraum der kinetischen Gastheorie und Nicht-Gleichgewichts-Thermodynamik. Sie ist eine Gleichung für die statistische Verteilung von Teilchen in einem Medium.
Die Boltzmann-Gleichung wird verwendet, wenn die mittlere freie Weglänge der Teilchen groß ist, d. h., wenn nur wenige Gasteilchen in einem gegebenen Volumen vorhanden sind, sodass die mittlere Stoßdauer klein ist gegen die mittlere freie Flugzeit und nur Zweiteilchen-Stöße betrachtet werden müssen. In einem Medium, in dem dies nicht der Fall ist, d. h. im Grenzfall der kleinen mittleren freien Weglänge, geht die Boltzmann-Gleichung (unter gewissen Bedingungen) in die wesentlich einfachere Navier-Stokes-Gleichung der Kontinuumsmechanik über. In diesem Sinne ist die Boltzmann-Gleichung eine mesoskopische Gleichung, die zwischen der mikroskopischen Beschreibung einzelner Teilchen und der makroskopischen Beschreibung steht.
Eine wichtige Anwendung findet die Boltzmann-Gleichung beim Beweis des H-Theorems, mit dem Boltzmann den 2. Hauptsatz der Thermodynamik aus statistischen Annahmen herleiten konnte. Aktuelle Anwendungen betreffen etwa Strömungen in einem verdünnten Gas. In der Praxis tritt dies z. B. bei der Berechnung von Phänomenen in der äußeren Erdatmosphäre auf, etwa beim Wiedereintritt des Space Shuttles. Auch die Verteilung von Neutronen in einem Kernreaktor oder die der Wärmestrahlungsintensität in einer Brennkammer lassen sich durch die Boltzmann-Gleichung beschreiben.
Eine numerische Lösung der Boltzmann-Gleichung wird von der Lattice-Boltzmann-Methode geliefert.

## Gleichung
Die Boltzmann-Gleichung beschreibt die totale Zeitableitung der Verteilungsdichte (linke Seite der Gleichung) als Kollisionsintegral (rechte Seite der Gleichung):
{\displaystyle \left({\frac {\partial }{\partial t}}+{\vec {v}}\cdot \nabla _{\vec {x}}+{\frac {\vec {F}}{m}}\cdot \nabla _{\vec {v}}\right)f({\vec {x}},{\vec {v}},t)=\left.{\frac {\partial f}{\partial t}}\right|_{\mathrm {Stoss} }}
mit
- der Verteilungsdichte {\displaystyle f({\vec {x}},{\vec {v}},t)} im Zustandsraum
  - dem Ort {\displaystyle {\vec {x}}}
  - der Geschwindigkeit {\displaystyle {\vec {v}}}
  - der Zeit {\displaystyle t}
- einer gegebenen äußeren Kraft {\displaystyle {\vec {F}}}
- der Masse {\displaystyle m} der Teilchen.

Der zweite Term {\displaystyle {\vec {v}}\cdot \nabla _{\vec {x}}f} heißt auch Transportterm und der dritte Term {\displaystyle {\tfrac {\vec {F}}{m}}\cdot \nabla _{\vec {v}}f} Feldterm, da er die Wechselwirkung mit äußeren Feldern beschreibt.
Die Verteilungsdichte kann man so interpretieren, dass der Wert {\displaystyle f({\vec {x}},{\vec {v}},t)\,{\text{d}}{\vec {x}}\,{\text{d}}{\vec {v}}} die relative Anzahl der Teilchen angibt, die sich zum Zeitpunkt {\displaystyle t} im Ortsvolumen {\displaystyle [{\vec {x}},{\vec {x}}+{\text{d}}{\vec {x}}]} befinden und dabei Geschwindigkeiten im Bereich {\displaystyle [{\vec {v}},{\vec {v}}+{\text{d}}{\vec {v}}]} besitzen.
Das Kollisionsintegral {\displaystyle \left.{\tfrac {\partial f}{\partial t}}\right|_{\mathrm {Stoss} }} ist ein mehrdimensionales Integral, in dem {\displaystyle f} nichtlinear verknüpft ist. Es gibt denjenigen Beitrag zur Gleichung an, der durch Kollision der einzelnen Teilchen entsteht (wäre er nicht vorhanden, so erlaubte das eine Lösung der Gleichung mit Mitteln der klassischen Mechanik).
In engerem Sinn versteht man unter der Boltzmann-Gleichung die obige Gleichung zusammen mit einem speziellen Ansatz für das Kollisionsintegral (boltzmannscher Stoßzahlansatz):
{\displaystyle \left.{\frac {\partial f}{\partial t}}\right|_{\mathrm {Stoss} }=\int W({\vec {v}}_{1},{\vec {v}}_{2},{\vec {v}}_{3},{\vec {v}})\left\{f({\vec {x}},{\vec {v}}_{1},t)f({\vec {x}},{\vec {v}}_{2},t)-f({\vec {x}},{\vec {v}}_{3},t)f({\vec {x}},{\vec {v}},t)\right\}{\text{d}}{\vec {v}}_{1}{\text{d}}{\vec {v}}_{2}{\text{d}}{\vec {v}}_{3}}
Dabei gibt {\displaystyle W({\vec {v}}_{1},{\vec {v}}_{2},{\vec {v}}_{3},{\vec {v}})} die Wahrscheinlichkeit pro Zeitspanne an, dass bei einem Stoß zwischen zwei Teilchen, die vor dem Stoß die Geschwindigkeiten {\displaystyle {\vec {v}}_{1}} und {\displaystyle {\vec {v}}_{2}} besitzen, nach dem Stoß die Geschwindigkeiten {\displaystyle {\vec {v}}_{3}} und {\displaystyle {\vec {v}}} betragen. Die genaue Form von {\displaystyle W} hängt von der Art und Gestalt der Teilchen ab und muss aus einer mikroskopischen Theorie bestimmt werden (z. B. aus der Quantenmechanik).
Sowohl die theoretische als auch die numerische Behandlung der Boltzmann-Gleichung ist sehr aufwendig. Für eine einfache Einführung s. Müller-Kirsten.
Um aus der Boltzmann-Gleichung Folgerungen zu ziehen, analysiert man ihre Geschwindigkeitsmomente. Das n-te Geschwindigkeitsmoment erhält man durch Multiplikation von {\displaystyle {\vec {v}}^{n}} mit der Boltzmann-Gleichung und anschließendem Integrieren über den Geschwindigkeitsraum. Daraus kann beispielsweise der Maxwellsche Spannungstensor erhalten werden.